# Ultimate Avengers
Ultimate Avengers (ook bekend als Ultimate Avengers: The Movie) is een direct-naar-videoanimatiefilm gebaseerd op de Marvel Comics stripserie The Ultimates, de Ultimate Marvel versie van De Vergelders. Dit is een van de twee Marvelfilms uitgebracht door Lions Gate Entertainment op dvd. Het vervolg, Ultimate Avengers 2, bevatte ook het personage Black Panther. De dvd kwam uit op 21 februari, 2006 in Amerika, en in Europa op 2 oktober 2006.

## Verhaal
De film begint in de Tweede Wereldoorlog, en toont hoe Captain America tijdens een missie om een nucleaire raket onschadelijk te maken in het ijzige water van de Noord Atlantische Oceaan valt en wordt ingevroren. Zestig jaar later wordt hij gevonden en ontdooid door het Amerikaanse leger, dat hoopt Captain America’s superserum te hercreëren om meer super soldaten te maken.
Bruce Banner en zijn vriendin Betty Ross zijn twee van de wetenschappers die aan het serum werken. Banner neemt een speciale drug in om zijn verandering in de Hulk tegen te gaan, maar wil met de drug stoppen omdat deze zijn mogelijkheid om te werken beïnvloed. Terwijl Captain America probeert te wennen aan het leven in de 21e eeuw, rekruteert Nick Fury Thor, Giant-Man, Wasp, en Iron Man om onder leiding van Captain America een invasie van de Chitauri te stoppen als het nieuwe team De Vergelders.
Spanningen tussen de teamleden zorgen ervoor dat de superhelden de aliens niet kunnen bevechten. Iron Man zou het liefst alleen werken, en de ruzie tussen Wasp en Giant Man verstoort hun samenwerking. Ondertussen blijft Banner koortsachtig werken aan het kraken van de superserumformule, en het onder controle houden van zijn hulkpersoonlijkheid. Een aanval van de Chitauris dwingt de teamleden om hun geschillen aan de kant te zetten, en samen verslaan ze de aliens.
Dan dient zich een nieuwe probleem aan: de Hulk. Banner is dankzij het super soldaten serum dat hij heeft weten te ontwikkelen veranderd in een intelligentere vorm van de Hulk. Helaas gaat hij weer geheel door het lint in zijn gevecht met de Chitauri, en valt vervolgens De Vergelders aan. Met behulp van Betty zijn ze in staat de Hulk te stoppen en Banner op te sluiten. De film eindigt met de Avengers die hun overwinning vieren.

## Ontvangst
Ultimate Avengers werd bij uitkomst met gemengde reacties ontvangen. Sommige kijkers waren onder de indruk van de stemacteurs en de verhaallijn, terwijl anderen de film niets vonden omdat de persoonlijkheden van de Avengers waren gebaseerd op hun normale stripversies, terwijl de film was gebaseerd op de Ultimate Marvel strips. De reacties op de animatie waren ook gemengd. Veel critici zeiden dat hoewel de animatie van redelijke kwaliteit was, het toch maar matig overkwam.

## Vergelijking metThe Ultimates
De plot van Ultimate Avengers was overgenomen van de eerste twee verhaallijnen uit de stripserie Ultimates. Deze verhaallijnen waren "Super-Human" (de formatie van het team en hun gevecht met de hulk) en "Homeland Security" (de oorlog met de Chitauri). Enkele grote verschillen tussen de strips en de film zijn:
- Hawkeye, die in de strips een vast lid is van de Ultimates, is niet in de film aanwezig.
- In The Ultimates, wordt Captain America’s bevroren lichaam per ongeluk gevonden. In de film organiseert Nick Fury een expeditie om het lichaam op te sporen.
- In The Ultimates, is er geen bewijs dat er aliens betrokken waren bij het Duitse superwapen uit de Tweede Wereldoorlog. In de film zijn drie Chitauri schepen te zien bij het lanceerplatform.
- Tony’s dubbele identiteit als Iron Man is openbaar bekend in The Ultimates. In Ultimate Avengers weet vrijwel niemand dat Iron Man en Tony Stark een en dezelfde zijn.
- Tony Starks hersentumor uit The Ultimates wordt in de film niet genoemd. In plaats daarvan heeft de Iron Man uit de film hartproblemen, net zoals zijn stripversie uit de standaard Marvelstrips.
- Bruce Banner werd in de film de Hulk dankzij gammastraling (gelijk aan hoe hij de Hulk werd in de standaard strips). In The Ultimates veranderde hij in de Hulk door een mislukte replica van het super soldatenserum.
- In Ultimate Avengers, gaat Bruce Banner niet tekeer in New York als de Hulk, maar er zijn bewijzen dat hij dit wel al een keer heeft gedaan.
- Thor spreekt Oudengels zoals zijn tegenhanger uit de standaard strips. In The Ultimates spreekt hij modern Engels
- He team wordt in de film "Avengers" genoemd. In de Ultimate Marvelstripseries staan ze enkel bekend als "de Ultimates".

## Rolverdeling
| Acteur          | Rol                            |
| --------------- | ------------------------------ |
| Justin Gross    | Steve Rogers / Captain America |
| Marc Worden     | Tony Stark / Iron Man          |
| Andre Ware      | General Nick Fury              |
| Grey DeLisle    | Janet Van Dyne Pym / Wasp      |
| Nolan North     | Henry Pym / Giant Man          |
| Dave Boat       | Thor                           |
| Olivia D'Abo    | Natalia Romanov / Black Widow  |
| Fred Tatasciore | Hulk                           |
| Michael Massee  | Dr. Bruce Banner               |
| Nan McNamara    | Dr. Betty Ross                 |
| James K. Ward   | Herr Kleiser                   |

### Overige stemacteurs
- Dee Bradley Baker
- Steven Blum
- Keith Ferguson
- Quinton Flynn
- Kerrigan Mahan
- Aileen Sander
- Fred Tatasciore
- James Arnold Taylor

## Trivia
- In Ultimate Avengers is de Hulk in staat om de hamer van Thor, de Mjolnir, omhoog te tillen na enige moeite.
- Ultimate Avengers maakte zijn tv-debuut op 22 april 2006 op Cartoon Network, hoewel de film een klein beetje werd aangepast in verband met de tijd en inhoud.